# 122 г. пр.н.е.
113 (сто двадесет и втора) година преди новата ера (пр.н.е.) е година от доюлианския (Помпилийски) римски календар.

## Събития

### В Римската република
- Консули са Гней Домиций Ахенобарб и Гай Фаний.
- Народни трибуни са Гай Гракх, Гай Рубрий, Маний Ацилий Глабрион, Марк Фулвий Флак и Марк Ливий Друз.
- По предложение на трибуна Рубрий, но с истински инициатор Гракх, е приет Lex Rubria, за основаване на колония на мястото на Пунически Картаген. Гракх продължава с прокарването на реформаторското си законодателство.[1]
- През есента Гракх не успява да спечели изборите за трибуни през следващата година, но неговият опонент Луций Опимий е избран за консул.[1]
- Основанa е колонията Аква Секстия от Гай Секстий Калвин.[2]
- Триумф на Гай Секстий Калвин за победи над лигурите, воконтите и салувиите.[3]
- 8 декември – триумф на Луций Аврелий Орест за победи в Сардиния.[3]
- Войни с алоброгите и арверните (122-120 г. пр.н.е.).[2]

## Починали
Бележки: